# Franz Valentin Zillner

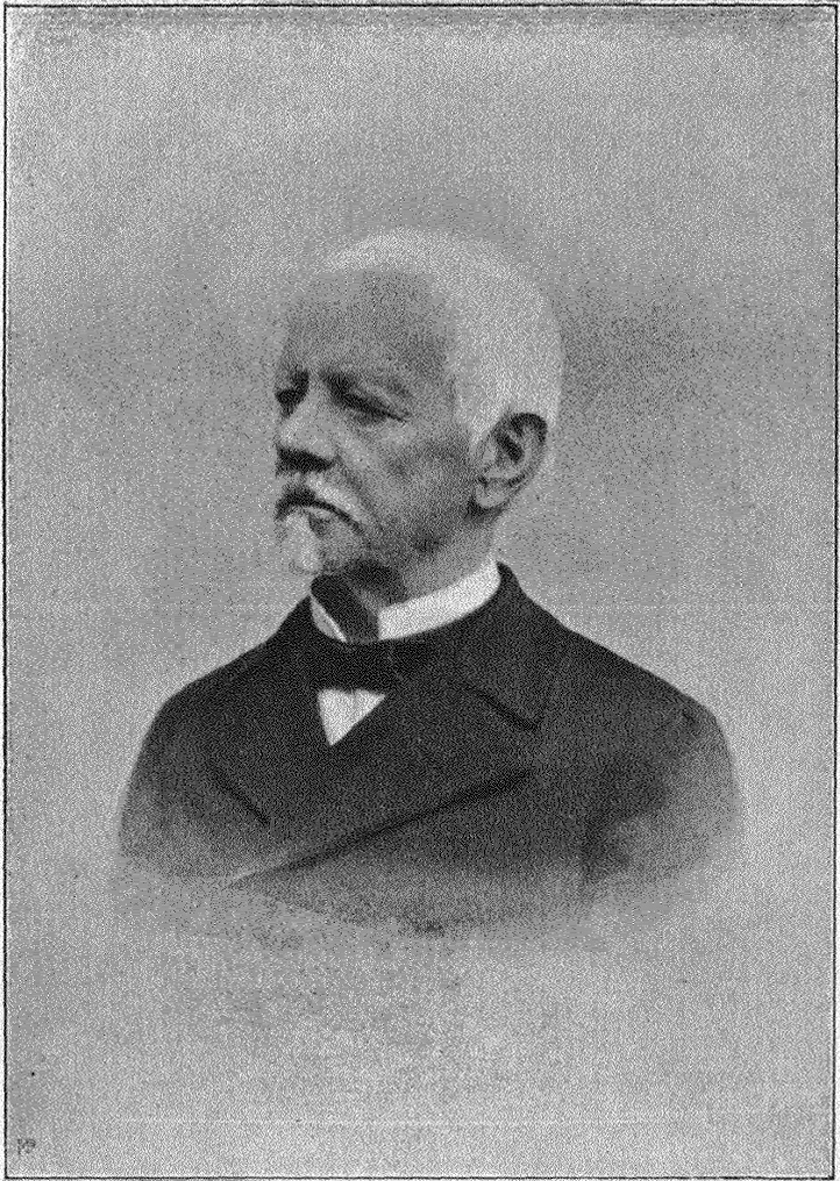
Franz Valentin Zillner

Franz Valentin Zillner (* 14. Februar 1816 in Salzburg; † 17. Dezember 1896 ebenda) war ein österreichischer Arzt, Historiker und Ethnograph.

## Leben
Zillner studierte in Wien Medizin, kam 1844 als Arzt an das Salzburger St. Johanns-Spital und arbeitete später in der Landes-Irrenanstalt (heutige Christian-Doppler-Klinik). Er galt als wichtigster Vertreter der Ethnographie des 19. Jahrhunderts in Salzburg, trug wesentlich zum intellektuellen und materiellen Aufschwung der Stadt bei, gab medizinische Publikationen heraus und war als Gemeinderat auch politisch tätig.

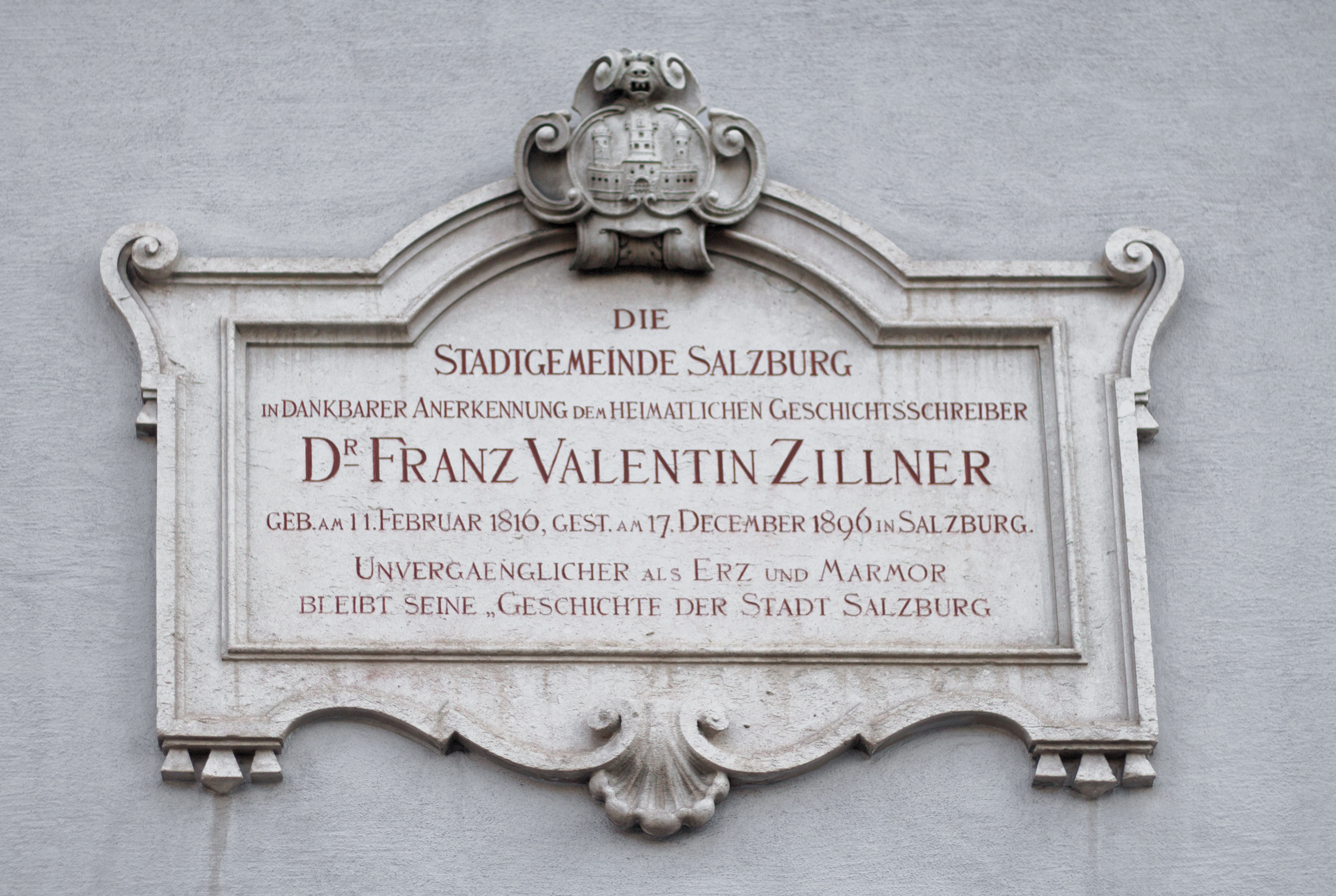
Gedenktafel für Franz Valentin Zillner an der Rudolfskai-seitigen Fassade des Rathauses in Salzburg

Sein Interesse galt jedoch auch der Geschichte des Landes Salzburg. Die Monografien zu diesem Thema zählen zu seinen bleibenden Leistungen. Seit 1856 traf er sich mit honorigen Persönlichkeiten der Landeshauptstadt zum geschichtlichen Austausch, was 1860 zur Gründung der Gesellschaft für Salzburger Landeskunde führte. Er fungierte in allen wichtigen Positionen dieser Organisation, wurde zu deren Ehrenmitglied ernannt und publizierte 45 seiner historischen Arbeiten in den Mitteilungen der Gesellschaft für Salzburger Landeskunde.
1857 wurde er Mitglied der Leopoldina.

## Publikationen
Monografien:
- Kurze Landesgeschichte von Salzburg. 1896, Permalink Österreichischer Bibliothekenverbund.
- Salzburgische Kulturgeschichte in Umrissen. 1871, Permalink Österreichischer Bibliothekenverbund.
- Geschichte der Stadt Salzburg. 3 Bände, 1885–1890, Permalink Österreichischer Bibliothekenverbund, Faksimileausgabe 1985: Permalink Österreichischer Bibliothekenverbund, Katalogzettel Österreichische Nationalbibliothek.

Ausgewählte Artikel:
- Ueber den Einfluß der Witterung auf die Entstehung gastrischer Krankheiten in der Salzburger Stadtbevölkerung und über die Ursachen der Typhusepidemie des Jahres 1865 zu Salzburg. In: Mitteilungen der Gesellschaft für Salzburger Landeskunde. Band 6, 1866, S. 71–168 (zobodat.at [PDF]).
- Streifzüge auf dem geschichtlichen Quellengebiete des Christenthumes in Baiern. Ein Beitrag zur Beleuchtung der Rupertusfrage. In: Mitteilungen der Gesellschaft für Salzburger Landeskunde. Band 34, 1878, S. 1–80 (zobodat.at [PDF]).
- Zur Geschichte des salzburgischen Salzwesens. Volkswirtschaftliche Rückblicke und ortsgeschichtliche Erläuterungen. In: Mitteilungen der Gesellschaft für Salzburger Landeskunde. Band 20, 1880, S. 1–64 (zobodat.at [PDF]).
- Die salzburgischen Marktflecken. Eine geschichtliche Studie. In: Mitteilungen der Gesellschaft für Salzburger Landeskunde. Band 34, 1894, S. 153–216 (zobodat.at [PDF]).